# La magia del Natale
La magia del Natale (Sons of Mistletoe) è un film TV del 2000 diretto da Steven Robman con Roma Downey e George Newbern.

## Trama
Durante le festività natalizie una fredda donna d'affari, Helen Radke (Roma Downey), torna nella sua città di origine a seguito della morte del padre per mettere ordine nelle sue finanze e vendere i suoi possedimenti, tra cui una casa famiglia per ragazzi.
La casa è gestita da Jimmy (George Newbern), che vi è cresciuto sin da piccolo; Jimmy, mentre cerca di convincere Helen a sostenere finanziariamente la casa, deve far breccia in Wylie (Scott Terra), un ragazzino ribelle che viene ospitato nella casa mentre lo sceriffo (Doris Roberts) cerca di rintracciarne il padre.